# Музей на ориенталското изкуство (Торино)
Музеят на ориенталското изкуство (на италиански: Museo d'Arte Orientale, накратко MAO) е музей в град Торино, регион Пиемонт, Северна Италия, посветен на изкуството и културата на Азия. Съхранява една от най-интересните ориенталски колекции в Италия.

## История
Музеят е разположен в реставрирания Палат Мацонис (Palazzo Mazzonis) от 16 век, резиденция поне три века на едни от най-видните представители на торинската аристокрация: родовете Соларо дела Киуза и Соларо дела Маргарита. Реставрационните дейности са под опеката на Община Торино в сътрудничество с регион Пиемонт и се осъществяват от Фондация „Торински музеи“.
Целта на музея, открит през 2008 г., е да събира, съхранява и направи известни за широката общественост емблематични за ориенталската художествена продукция произведения и да се превърне в привилегирован достъп за учените до азиатската култура.
В музея се съхраняват около 2300 творби от неолита до 19 век, идващи най-вече от Градския музей на древното изкуство и от даренията на Регион Пиемонт, Фондация „Джовани Аниели“ и Фондация „Компания ди Сан Паоло“. Към тях се добавят и повече от 1400 предислямски археологически находки от разкопките по поречието на река Тигър в Ирак (Seleucia и Coche).
Музеят е дом на временни изложби, уъркшопове, конференции и организира събития и образователни дейности.
Заедно с Градския музей на древното изкуство в Палацо Мадама, Градската галерия за модерно и съвременно изкуство и Средновековното селище и крепост MAO се опира на Фондация „Торински музеи“ (Fondazione Torino Musei), която е техен куратор и управлява художeствените колекции на град Торино. Тя предлага общ билет за всички тях.

## Колекция
Експонатите са изложени на обща площ от над 4000 кв. м., към които се прибавят книжарница, дидактически зали и многофункционални зали. Критериите за избор на дизайн, дело на известния архитект Андреа Бруно, създават подходящ маршрут из музейното пространство въпреки типичната за стара сграда архитектура. Във вътрешния двор, върху калдъръма от 19 век, е изградено голямо стъклено пространство – своеобразен преход между Запада и Изтока. В него са разположени 2 японски дзен градини – от пясък и от мъх. Градините са отправна точка за петте галерии на МАО, характеризиращи се с различни цветови и стилистически особености, и съответстващи на 5 географски и културни района: Южна Азия, Китай, Япония, Хималайския регион и Ислямските страни на Азия.

### Галерия „Южна и Югоизточна Азия“ (Asia Meridionale e Sudest asiatico)
Разположена на първия белетаж. Включва:
- Индия (India): произведения от Кашмир, Индия и Източен Пакистан: камъни, бронзови изделия, теракота и картини върху памук (2 век пр. н. е. – 19 век); зали на индийското изкуство – берелефи и скулптури (2 век пр. н. е. – 14 век сл. н. е.) с примери за изкуството на Шунга, Кушана, Гупта и Средновековна Индия
- Гандара (Gandhara): произведения на изкуството от 1 век сл. Хр. от региона между днешните Афганистан и северозападен Пакистан, характеризиращи се със съвместното съществуване на елинистически-римски, индийски, ирански и централноазиатски елементи; шистови, гипсови и теракотени скулптури; фризове на голямата ступа Буткара
- Югоизточна Азия (Sud-Est Asiatico): тайландско, бирманско, виетнамско и камбоджийско изкуство с ценни скулптури от периода Kхмер.

### Галерия „Китай“ (Galleria Cina)
Разположена на първия етаж. Изкуството на древен Китай: неолитни оръжия и съдове, ритуални бронзови предмети от предимперски Китай и скъпоценна селекция от статуетки от династиите Хан и Тан, с фокус върху погребалното изкуство от керамика, бронз, дърво и камък (от 3000 г. пр.Хр. до ок. 900 г. сл. н. е.).

### Галерия „Япония“ (Galleria Giappone)
Разположена на част от първия и втория етаж. Посветена на Япония: вдъхновени от будизма лакирани и позлатени дървени статуи (от 12 до 17 век), ценни паравани от нач. на 17 век, полихромни картини и ксилографии, множество изящни лакирани предмети.

### Галерия „Хималаи“ (Galleria Himalaya)
Разположена на третия етаж. Предмети от Хималайския регион: Ладакх, Тибет, Непал, Сиким и Бутан, тибетско будистко изкуство (ценни редки примери за тибетски танг-ка и бронзови скулптури), темперни картини от 12 до 18 век, серия гравирани и изрисувани дървени корици на свещени текстове.

### Галерия „Ислям“ (Galleria Islam)
Разположена на четвъртия етаж. Посветена на ислямското изкуство с експонати от Турция, Сирия, Иран, Ирак и бившите съветски централноазиатски републики: богата колекция от керамични съдове и стъклени плочки (от 9 до 17 век), бронзови изделия, редки персийски ръкописи, калиграфски копия на Корана и скъпоценна колекция от османско кадифе.

## Галерия

### Галерия „Южна и Югоизточна Азия“

#### Индия
- Ума-махешвара, Северозап. Индия, VI век
- ?, Северна Индия, X век
- Глава на Вишну, X век, Мадхя Прадеш
- Дварапала, Тамил Наду, XV век

#### Гандара
- Глава на Буда, IV век
- Седнал бодхисатва, II век
- Стоящ бодхисатва, II век
- Големият отказ, II век
- Седнал Буда в махарай алиласа, Афганистан, II век
- Дар на кушански цар към бодхисатва, II – III век

#### Югоизточна Азия
- Седнал Буда, Тайланд, XVII – XVIII век
- Седнал Буда в бхумиспарша мудра, Бирма, XVIII век
- Накрайници във формата на дракон, Тайланд, XIV – XV век
- Бюст на Вишну, Камбоджа, XI век
- Център на архитрав, Камбоджа, X век
- Полегнал Буда в паринирвана, XIX век

### Галерия „Китай“
- Маска, VI век
- Маска, династия Тан
- Митично животно, Хенан, III век
- Свирец на кон, династия Тан, ок. VII – VIII век
- Дами върху табуретки, династия Тан, ок. VII – VIII век

### Галерия „Япония“
- Самурайско въоръжение, XIX век
- Тенно от периода Хеян, XII век
- Тамон-тен, период Едо, XVII век
- Стоящ амида Буда, XII – XIII век
- Буда

### Галерия „Хималаи“
- Небесният цар Вирудхака, Тибет, XV век
- Буда шакямуни, Тибет, III век
- Танг-стонг-ргиял-по, Тибет, края на XV век
- Падмапани, Западен Тибет, XII век
- Ритуално облекло за танца чам, Тибет, XVI век
- Саптаматрика, Непал, XI век

### Галерия „Ислям“
- Плочка от Иран, края на XVI век
- Чиния Кубачи от Иран, XVII век
- 2 плочки от Иран, края на XVI век
- Плочка от Сирия, XVI – XVII век
- Панел с 9 плочки, Сирия, XVII век
- Плочка, Сирия, XVI – XVII век

## Полезнa информация
Палацо Мацонис се намира в историческия център на Торино. До него може да се стигне:
- пеша от ЖП гари Торино Порта Нуова - 1,8 км и Торино Порта Суза – 1,3 км
- с градски транспорт: Торино Порта Нуова автобус n. 52 или n.11 и трамвай n. 4, от Торино Порта Суза автобус Star two
- с туристически автобус Torino Centro City Cityseeseeing
- с кола: съществуват ограничения и забрани в зоните в съседство с музея, отбелязани на уебстраницата Muoversi a Torino. На паркингите в близост до музея се заплащат такси: сини ивици в зоната с ограничен трафик (ZTL) или подземни паркинги на пиаца Кастело, пиаца Емануеле Филиберто, Санто Стефано до Порте Палатина или на бариерата на Пиаца Албарело.

Безплатен достъп:
- Лица под 18 г.
- Лица в неравностойно положение и техен придружител
- Притежатели на Abbonamento Musei / Torino Card
- Притежатели на карта ICOM
- Туристически гидове
- Акредитирани журналисти
- Служители на Фондация „Торино Музеи“ и на Културната служба на град Торино
- Групи ученици или студенти след резервация и техните преподаватели
- Директори и куратори на италиански и чуждестранни музеи и ръководни служители на Министерството на културата
- Действащите мениджъри на учредителните органи на музея